# پیشینه یهودیان در مالزی
پیشینه یهودیان در مالزی، تاریخچه یهودیانی است که در مالزی زندگی می‌کنند، یا اصلیت آنها این کشور است. زمانی ایالت پنانگ محل زندگی یک جامعه یهودی بود، تا اواخر دههٔ ۱۹۷۰، با توجه به شرائط آن زمان به خاطر اوضاع در حال رشد وضعیت ماهیت یهودستیزی، بسیاری مهاجرت کرده بودند. با نشانه‌هایی از رشد خصومت مذهبی و نژادی بین مردم، باعث شد بسیاری از یهودیان مالزیایی، کشور را ترک کنند یا بگریزند. جامعه یهودی مالزی شامل سفاردی‌ها، که بین طایفه کریستانگ (مالاکا–پرتغالی) زندگی می‌کنند، مزراحی، کوچینی و اشکنازی می‌باشند.

## پیشینه
اولین ارتباط بین یهودیان و ساکنان مالایا (بعد بخشی از مالزی شد) در قرن نهم بعد از میلاد، در کرانه‌های رودخانه دره بوجانگ رخ داد. حضور یهودیان را تا قرن هجده، در بازارهای چند ملیتی ملاکا، به خوبی می‌توان یافت. ملاکا، اولین و بزرگ‌ترین سکونتگاه یهودیان در تاریخچه یهودیان مالزی بود. ورود یهودیان بغدادی به پنانگ، شاید در آغاز قرن نوزده اتفاق افتاده باشد چون فرمانروایی نوپای بریتانیا ترقی کرد و خانواده‌های تجار یهودی همچون ساسون و مایرز از هند را جذب کرد. هم چنین کوچ قابل توجهی از یهودیان از ولایت بغداد امپراتوری عثمانی، به علت آزار و اذیت حاکم، داود پاشا، فردی که حکمرانی او از سال ۱۸۱۷ تا ۱۸۳۱ طول کشید، رخ داد.
اولین یهودی که نام او مشخص بوده و در پنانگ ساکن بود، حزقیال آرون مناسه، فردی که در سال ۱۸۹۵ از بغداد مهاجرت کرد، می‌باشد. مناسه مدعی بود که تنها فرد یهودی مقید در مالایا، به مدت ۳۰ سال تا پس از جنگ جهانی اول، هنگامی که تعداد قابل توجهی از یهودیان بغدادی شروع به سکنی گزیدن در مالایا کردند، می‌باشد. آمار همان دوره که تصویر تا اندازه ای متفاوت را نشان داد:
| سال  | مردان | زنان | پسرها | دخترها | مجموع |
| ---- | ----- | ---- | ----- | ------ | ----- |
| ۱۸۸۱ | ۱۴    | ۹    | ۵     | ۴      | ۳۲    |
| ۱۸۹۱ | ۴۷    | ۶۴   | ۱۴    | ۳۰     | ۱۵۵   |
| ۱۸۹۹ | ۸۳    | ۴۱   | ۳۳    | ۱۵     | ۱۷۲   |
| ۱۹۰۱ | ۱۶    | ۱۷   | ۸     | ۴      | ۴۵    |
| ۱۹۴۱ | ۱۱    | ۸    | ۶     | ۵      | ۳۰    |

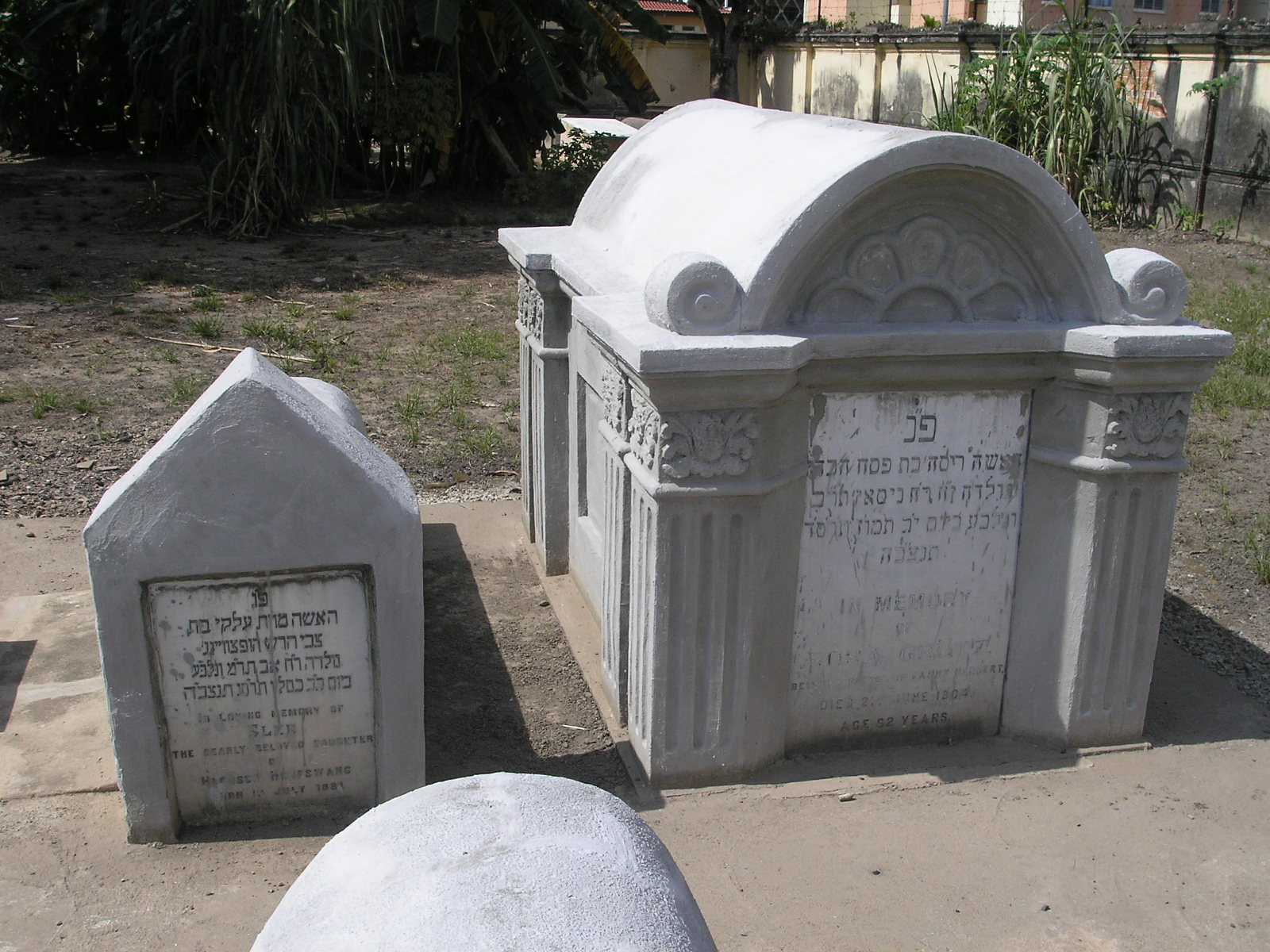
گورستان یهودیان در جرج تاون، پنانگ

در طی حمله ژاپن به مالایا، جامعه یهودیان پنانگ، شهر را به سمت سنگاپور ترک کردند و متعاقب اشغال مالایا و سنگاپور، بسیاری از آنها توسط ژاپنی‌ها دستگیر شدند. بعد از جنگ، بیشتر آنها به سنگاپور، استرالیا، اسرائیل و ایالات متحده آمریکا مهاجرت کردند. در سال ۱۹۶۳، تنها ۲۰ خانوادهٔ یهودی پنانگ در کشور باقی مانده بودند.

## گورستان یهودی پنانگ

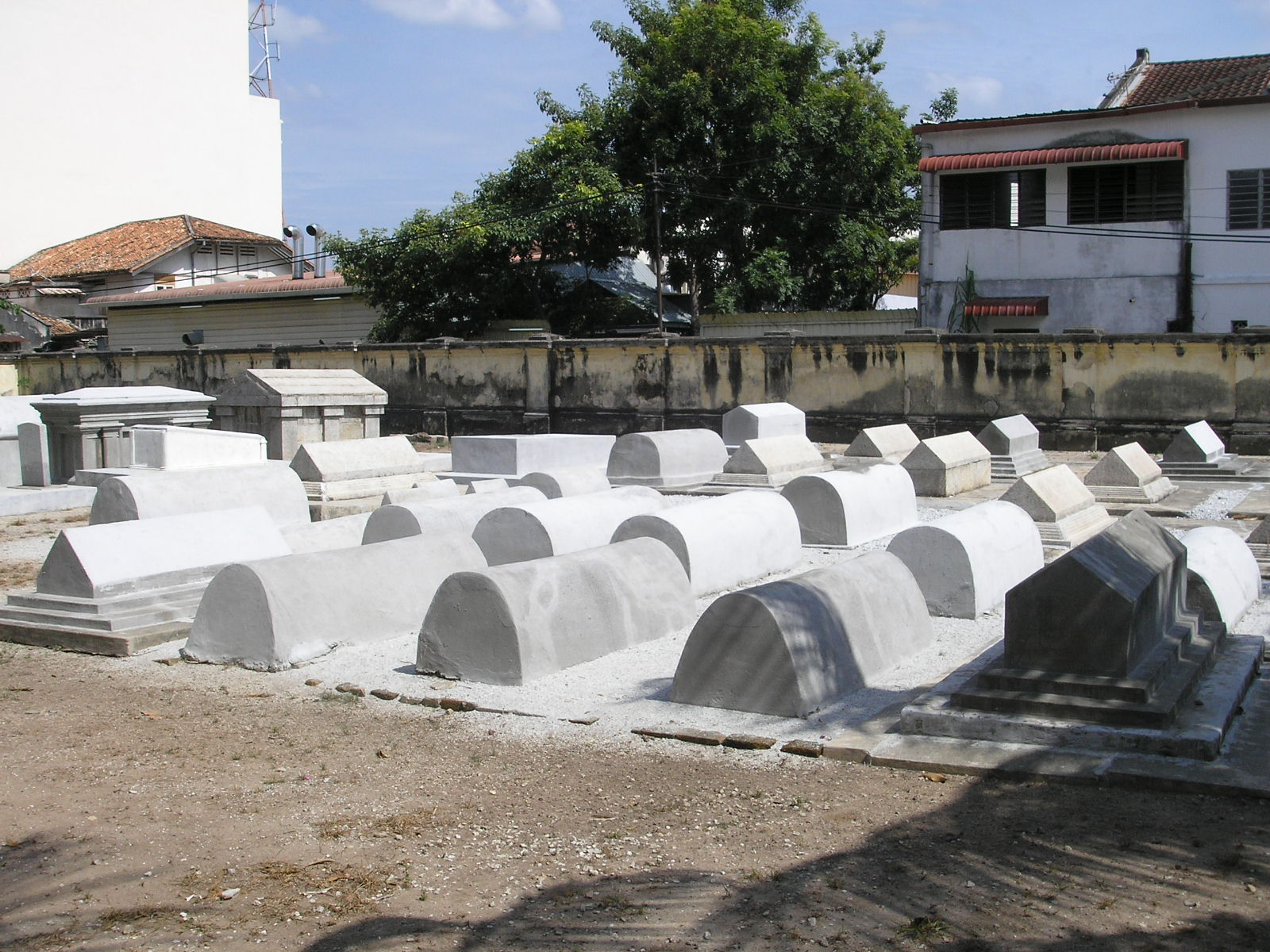
منظره ای از گورستان یهودیان در پنانگ

اعتقاد بر این است، گورستان یهودی پنانگ که در سال ۱۸۰۵ تأسیس شد، قدیمی‌ترین گورستان یهودی در کشور می‌باشد.